# Mỹ Xuyên (huyện)
Mỹ Xuyên là một huyện cũ thuộc tỉnh Sóc Trăng cũ, Việt Nam.

## Địa lý
Huyện Mỹ Xuyên nằm ở phía nam tỉnh Sóc Trăng, có vị trí địa lý:
- Phía đông giáp huyện Trần Đề
- Phía tây giáp huyện Thạnh Trị và huyện Vĩnh Lợi, tỉnh Bạc Liêu
- Phía nam giáp thị xã Vĩnh Châu
- Phía bắc giáp thành phố Sóc Trăng và huyện Mỹ Tú.

### Địa hình
Địa hình huyện Mỹ Xuyên bằng phẳng, chênh lệch độ cao, thấp ít. Cao trình đất biến thiên từ 0,3 – 1m. Nhiều nơi có giồng cát cổ trải dài như các giồng cát ở Đại Tâm, Tham Đôn, Thạnh Phú, thị trấn Mỹ Xuyên. Đất đai của huyện đa phần bị nhiễm phèn và mặn ở mức trung bình. Mỹ Xuyên có hệ thống kênh, rạch phát triển, đan xen thành mạng lưới dày đặc vừa cung cấp nước cho sinh hoạt, sản xuất nông nghiệp, thau chua rửa mặn, vừa là tuyến giao thông thủy quan trọng. Chế độ thủy văn chịu ảnh hưởng của nguồn nước sông Mỹ Thanh. Các kênh đào lớn có Thạnh Mỹ, 19/5, Thanh Nhàn, Phú Thuận, Đại Tâm, Tám Thước, Sà Lôn, Chế Hưng, Bưng Cóc, Cà Lăm, Ven, Hòa Bình, Tầm Lon, Cống Đá, Ngã Hiệp. Các sông, rạch lớn có Dù Tho, Cổ Cò, Nhu Gia, Bãi Xào, Chàng Ré, Trà Cuôn, Rạch Sên, Xóm Đồng, Xẻo Sậy, Rô, Đình, Trà Thê, Xóm Lung, Rạch Rừng, Ngã Lá, Rạch Rò, Cái.

## Hành chính
Huyện Mỹ Xuyên có 11 đơn vị hành chính cấp xã trực thuộc, bao gồm thị trấn Mỹ Xuyên và 10 xã: Đại Tâm, Gia Hòa 1, Gia Hòa 2, Hòa Tú 1 (huyện lỵ), Hòa Tú 2, Ngọc Đông, Ngọc Tố, Tham Đôn, Thạnh Phú, Thạnh Quới.
Bản đồ hành chính huyện Mỹ Xuyên, tỉnh Sóc Trăng

## Lịch sử
Dưới thời Việt Nam Cộng hòa, huyện Mỹ Xuyên ngày nay là quận Mỹ Xuyên thuộc tỉnh Ba Xuyên.
Ngày 20 tháng 9 năm 1975, Bộ Chính trị ban hành Nghị quyết số 245-NQ/TW về việc hợp nhất tỉnh Cần Thơ (ngoại trừ huyện Thốt Nốt), tỉnh Sóc Trăng, tỉnh Trà Vinh, tỉnh Vĩnh Long thành một tỉnh, tên gọi tỉnh mới cùng với nơi đặt tỉnh lỵ sẽ do địa phương đề nghị lên.
Ngày 20 tháng 12 năm 1975, Bộ Chính trị ban hành Nghị quyết số 19/NQ về việc hợp nhất tỉnh Cần Thơ (bao gồm cả huyện Thốt Nốt của tỉnh Long Xuyên), tỉnh Sóc Trăng thành một tỉnh mới, tên gọi tỉnh mới cùng với nơi đặt tỉnh lỵ sẽ do địa phương đề nghị lên.
Ngày 24 tháng 2 năm 1976, Chính phủ Cách mạng lâm thời Cộng hòa miền Nam Việt Nam ban hành Nghị định số 3/NQ/1976 về việc hợp nhất tỉnh Cần Thơ, tỉnh Sóc Trăng và thành phố Cần Thơ thành một tỉnh mới, lấy tên là tỉnh Hậu Giang.
Huyện Mỹ Xuyên thuộc tỉnh Hậu Giang, bao gồm thị trấn Mỹ Xuyên và 10 xã: Đại Tâm, Gia Hòa, Hòa Tú, Ngọc Tố, Tài Văn, Tham Đôn, Thạnh Phú, Thạnh Quới, Thạnh Thới An, Viên An.
Ngày 7 tháng 7 năm 1982, Hội đồng Bộ trưởng ban hành Quyết định số 111-HĐBT về việc:
- Chia xã Thạnh Quới thành xã Thạnh Quới và xã Thạnh Hưng.
- Chia xã Thạnh Phú thành xã Thạnh Phú và xã Thạnh Lợi.
- Chia xã Đại Tâm thành xã Đại Tâm và xã Đại Trí.
- Chia xã Tham Đôn thành xã Tham Đôn 1 và xã Tham Đôn 2.
- Chia xã Tài Văn thành xã Tài Văn và xã Tài Chương.
- Chia xã Gia Hòa thành xã Gia Hòa Đông và xã Gia Hòa Tây.
- Chia xã Viên An thanh 3 xã: Viên An, Viên Bình và Viên Hòa.
- Chia xã Ngọc Tố thành 3 xã: Ngọc Tố, Ngọc Đông và Ngọc Anh.
- Chia xã Hòa Tú thành 3 xã: Hòa Tú, Hòa Phú và Hòa Đức.
- Chia xã Thạnh Thới An thành 4 xã: Thạnh Thới An, Thạnh Thới Thuận, Thạnh Thới Hòa và Thạnh Thới Bình.

Ngày 16 tháng 9 năm 1989, Hội đồng Bộ trưởng ban hành Quyết định số 128-HĐBT về việc:
- Sáp nhập xã Thạnh Hưng vào xã Thạnh Quới.
- Sáp nhập xã Thạnh Lợi vào xã Thạnh Phú.
- Sáp nhập xã Đại Trí vào xã Đại Tâm.
- Sáp nhập xã Tài Chương vào xã Tài Văn.
- Sáp nhập xã Thạnh Thới Hòa vào xã Thạnh Thới An.
- Sáp nhập xã Thạnh Thới Bình vào xã Thạnh Thới Thuận.
- Giải thể xã Viên Hòa để sáp nhập vào xã Viên An và xã Viên Bình.
- Giải thể xã Ngọc Anh để sáp nhập vào xã Ngọc Tố và xã Ngọc Đông.
- Thành xã Tham Đôn trên cơ sở xã Tham Đôn 1 và xã Tham Đôn 2.
- Thành lập xã Hòa Tú 1 trên cơ sở toàn bộ xã Hòa Tú và một phần của xã Hòa Đức mới giải thể.
- Thành lập xã Hòa Tú 2 trên cơ sở toàn bộ xã Hòa Phú và một phần của xã Hòa Đức mới giải thể.
- Đổi tên xã Gia Hòa Tây thành xã Gia Hòa 1.
- Đổi tên xã Gia Hòa Đông thành xã Gia Hòa 2.

Ngày 26 tháng 12 năm 1991, Quốc hội ban hành Nghị quyết về việc chia tỉnh Hậu Giang thành tỉnh Cần Thơ và tỉnh Sóc Trăng.
Huyện Mỹ Xuyên thuộc tỉnh Sóc Trăng có 16 đơn vị hành chính cấp xã, bao gồm thị trấn Mỹ Xuyên và 15 xã: Đại Tâm, Gia Hòa 1, Gia Hòa 2, Hòa Tú 1, Hòa Tú 2, Ngọc Đông, Ngọc Tố, Tài Văn, Tham Đôn, Thạnh Phú, Thạnh Quới, Thạnh Thới An, Thạnh Thới Thuận, Viên An, Viên Bình.
Ngày 26 tháng 11 năm 2003, Quốc hội ban hành Nghị quyết số 22/2003/QH11 về việc chia tỉnh Cần Thơ thành thành phố Cần Thơ trực thuộc trung ương và tỉnh Hậu Giang.
Ngày 23 tháng 12 năm 2009, Chính phủ ban hành Nghị quyết số 64/NQ-CP về việc thành lập huyện Trần Đề thuộc tỉnh Sóc Trăng trên cơ sở điều chỉnh 18.897,59 ha diện tích tự nhiên và 55.031 nhân khẩu (bao gồm toàn bộ diện tích tự nhiên và dân số của các xã: Thạnh Thới An, Thạnh Thới Thuận, Tài Văn, Viên An, Viên Bình) của huyện Mỹ Xuyên.
Huyện Mỹ Xuyên còn lại 37.095,15 ha diện tích tự nhiên và gần 150.003 nhân khẩu với 11 đơn vị hành chính cấp xã trực thuộc, bao gồm thị trấn Mỹ Xuyên và 10 xã: Đại Tâm, Tham Đôn, Thạnh Phú, Ngọc Đông, Thạnh Quới, Hòa Tú 1, Gia Hòa 1, Gia Hòa 2, Ngọc Tố, Hòa Tú 2.
Ngày 27 tháng 3 năm 2024, UBND huyện Mỹ Xuyên ban hành Thông báo số 08/TB-UBND về việc di dời huyện lỵ từ thị trấn Mỹ Xuyên đến Khu hành chính mới huyện Mỹ Xuyên tại đường Tỉnh lộ 940, ấp Hòa Phuông, xã Hòa Tú 1.
Ngày 12 tháng 6 năm 2025, Quốc hội ban hành Nghị quyết số 202/2025/QH15 về việc sắp xếp đơn vị hành chính cấp tỉnh (nghị quyết có hiệu lực từ ngày 12 tháng 6 năm 2025). Theo đó, sáp nhập tỉnh Hậu Giang và tỉnh Sóc Trăng vào thành phố Cần Thơ.
Ngày 16 tháng 6 năm 2025, Quốc hội ban hành Nghị quyết số 203/2025/QH15 về việc Sửa đổi, bổ sung một số điều của Hiến pháp nước Cộng hòa xã hội chủ nghĩa Việt Nam. Theo đó, kết thúc hoạt động của đơn vị hành chính cấp huyện trong cả nước từ ngày 1 tháng 7 năm 2025.

## Xã hội

### Giáo dục
Các trường trên địa bàn huyện Mỹ Xuyên: 
Trường THPT
1. THPT Mỹ Xuyên
2. THPT Ngọc Tố
3. THPT Hòa Tú
4. THPT Văn Ngọc Chính

Trường Cao đẳng
- Trường Cao đẳng Sư Phạm Sóc Trăng
- Trường Cao đẳng Cộng Đồng Sóc Trăng (di dời từ TP. Sóc Trăng vào năm 2015).

## Dân số
Huyện Mỹ Xuyên có diện tích 373,71 km², dân số ngày 1/4/2019 là 157.067 người, mật độ dân số đạt 420 người/km².
Huyện Mỹ Xuyên có diện tích 373,14 km², dân số tính đến ngày 31/12/2022 là 193.842 người, mật độ dân số đạt 519 người/km².
Huyện Mỹ Xuyên có diện tích 309,85 km², dân số quy đổi tính đến ngày 31/12/2024 là 195.034 người, mật độ dân số đạt 629 người/km².

## Giao thông
Giao thông đường bộ có Quốc lộ 1 đi qua các xã Đại Tâm, Thạnh Phú, Thạnh Quới. Đường tỉnh có Đường 934 Mỹ Xuyên đi Kinh Ba, đường 936 từ Đại Tâm đi Tham Đôn, đường 936B từ Tham Đôn đi Cổ Cò rồi vòng sang Chợ Kinh, đường 939 từ Đại Tâm đi Bố Thảo, đường 934 từ Nhu Gia đi Chợ Kinh. Đường huyện có đường 14 Mỹ Xuyên đi Giồng Có, Tắc Giồng vòng về Nhu Gia, đường 15 Hòa Phuông sang Hòa Thượng, đường 18 từ Gia Hòa 2 sang Hòa Tú 1, đường 20 từ Thạnh Quới sang Gia Hòa 2. Nhìn chung từ thị trấn Mỹ Xuyên đi thị xã Vĩnh Châu, huyện Thạnh Trị, huyện Trần Đề, thành phố Sóc Trăng bằng đường bộ khá thuận lợi. Ngoài ra, hệ thống hương lộ, liên ấp đa phần đã được trãi bê tông tỏa đi khắp các nẻo đường trong huyện, xã thuận lợi cho việc đi lại và giao thương của nhân dân trong vùng.